# Kempsey (Australia)
Kempsey – miasto w Australii, w stanie Nowa Południowa Walia.